# Хумска чука
Хумска чука, код села Хум, северозападно од Ниша, представља археолошко налазиште, са остацима праисторијског насеља. Хумска чука је од 1949. године стављена под заштиту државе, док 1979. године локалитет, одлуком Скупштине Србије, бива проглашен за културно добро од великог значаја.

## Историја
Хумска чука се први пут поставља на мапу археолошких налазишта, када професор са Харвардског универзитета Владимир Фјукс 1933. године, својим учешћем у археолошким ископавањима у Старчеву, код Панчева, врши рекогностицирања у Србији, где посећује и Хум. У извештају професора Фјукса се наводи да је археолошко налазиште Велика хумска чука припадала неолиту. Тада овде и др. Миодраг Габић врши своја ископавања, а пронађени материјал бива смештен у Народни музеј, без своје публикације.
Хумска чука, као праисторијско насеље, заједно са праисторијским насељем на Бубњу, представљају Бубањско-хумску групу прелазног периода, из каменог у метално доба. Сама позиција локалитета, узвишење, природно утврђење, указивала је да се са ње лако контролисала Нишка котлина, све од Сићевачке клисуре на истоку, па до улаза у Лесковачку котлину на западу.
Археолошко налазиште је од 1949. под заштитом државе, а 1979. је проглашено за културно добро од велике вредности. Археолошка ископавања се врше под организацијом Народног музеја у Нишу, Археолошког института у Београду и Регионалног завода за заштиту споменика културе у Нишу.

## Карактеристике
Хумска чука је смештена на неприступачном положају, наиме она лежи на на каменом узвишењу, између два потока и са три стране је оивичена веома стрмим падинама.